# 林武忠
林武忠（1955年7月18日—），前民主進步黨籍高雄市議員，綠色友誼連線成員，連任多屆高雄市議員，選區為高雄市三民區，曾任民進黨高雄市議會黨團總召集人、民進黨中央執行委員。

## 爭議
2007年，臺灣高雄地方法院檢察署接獲檢舉，高雄市議會保安小組召集人林武忠動輒向高雄市政府警察局交通警察大隊施壓關說案件，要求抽取尚未開出罰單的違規車輛照片，甚至要求放行被攔檢酒駕者。2007年9月27日，高雄地檢署搜索高雄市議會、林武忠服務處、高雄市政府警察局交通警察大隊等處，傳喚被告林武忠等11人，發現林武忠一個月內就關說兩百多件違規案；林武忠說，是單純的選民服務案件。
2007年9月8日，前民進黨高雄市議員蔡長根之子蔡益鈿酒駕撞上安全島受傷，高雄市政府警察局楠梓分局後勁派出所將蔡益鈿帶回偵訊後轉送楠梓分局複訊，稍後檢察官裁定函送，蔡益鈿離開楠梓分局；當晚，蔡長根帶著蔡益鈿與民進黨三位高雄市議員林武忠、洪平朗、吳銘賜前往楠梓分局理論，引發爭議。同月9日，林武忠說，他只是建議警方「救人為先」。
2013年1月28日，高雄市議會審查高雄市政府教育局預算，林武忠質詢時強烈不滿高雄市體育處處長陳武雄對於救生員年終獎金有兩套標準，痛批官員傲慢、扯市長陳菊後腿，當眾將陳武雄趕出議場；議長許崑源裁示，依林武忠要求請陳武雄離席，直到下一位議員質詢時才請陳武雄列席備詢。
2013年3月24日，林武忠無端打擾藝人楊培安父親家祭，引發楊培安不滿；林武忠回應，楊培安父親家祭當天他因趕行程而無法等到公祭，才會在家祭的時候隨拜，並非有意打擾。
2006年至2007年期間，林武忠替計程車司機做選民服務，要求高雄市政府警察局交通警察大隊銷毀罰單。2017年2月17日，中華民國最高法院維持臺灣高等法院高雄分院更四審見解，依《貪污治罪條例》圖利罪判處林武忠有期徒刑1年6月、褫奪公權2年、緩刑4年、須支付國庫新臺幣8萬元定讞，林武忠免坐牢、但將喪失議員資格；林武忠回應，他從未恐嚇、施壓警方一定要銷毀罰單，他將聲請非常上訴。